# Sydney Park
Sydney Cole Park (Berkeley (Californië), 31 oktober 1997) is een Amerikaans actrice en komiek.

## Biografie
Park werd geboren in Berkeley (Californië) bij een Afro-Amerikaanse moeder uit Philadelphia (Pennsylvania) en een Koreaanse/Amerikaanse vader uit Seoel en verhuisde op vijfjarige leeftijd met haar familie naar Los Angeles. Tijdens haar studietijd begon zij met acteren in lokale theaters. 
Park begon in 2006 met acteren in de televisieserie That's So Raven, waarna zij nog meerdere rollen speelde in televisieseries en films. Zo speelde zij in onder andere CSI: NY (2010-2013), Instant Mom (2013-2015), Pretty Little Liars: The Perfectionists (2019) en The Walking Dead (2016-2019).

## Filmografie

### Films
Uitgezonderd korte films.
- 2022 First Love - als Ann Matienzo
- 2021 There's Someone Inside Your House - als Makani Young
- 2021 Moxie - als Kiera
- 2020 Dead Reckoning - als Felicity
- 2017 Wish Upon - als Meredith McNeil
- 2016 The Standoff - als Emerson
- 2015 Nickelodeon's Ho Ho Holiday Special - als Rachel Snow
- 2015 One Crazy Cruise - als Piper Jensen-Bauer
- 2012 Untitled Martin Lawrence Project - als Kim Barker
- 2010 Spork - als Tootsie Roll
- 2007 The Hill - als scouting lid
- 2006 The Cutting Edge: Going for the Gold - als skater

### Televisieseries
Uitgezonderd eenmalige gastrollen.
- 2022 DMZ - als Tenny - 3 afl.
- 2017-2020 Spirit Riding Free - als Pru Granger (stem) - 52 afl.
- 2020 Spirit Riding Free: Riding Academy - als Pru Granger (stem) - 12 afl.
- 2016-2019 The Walking Dead - als Cyndie - 12 afl.
- 2017-2019 Spirit Riding Free: Pony Tales - als Pru Granger (stem) - 10 afl.
- 2019 Pretty Little Liars: The Perfectionists - als Caitlin Lewis - 10 afl.
- 2019 Santa Clarita Diet - als Winter - 5 afl.
- 2017 Lifeline - als Norah Hazelton - 8 afl.
- 2013-2015 Instant Mom - als Gabby Phillips - 65 afl.
- 2013-2014 AwesomenessTV - als diverse personages - 14 afl.
- 2010-2013 CSI: NY - als Ellie Danville - 4 afl.
- 2006 That's So Raven - als Sydney - 3 afl.

- International Standard Name Identifier: 0000 0004 6434 2771
- Library of Congress Control Number: no2012039830
- Virtual International Authority File: 232576356
- WorldCat: E39PBJw8TVp4wggqvTrvQMDTHC